# Seacon Stadion - De Koel -
Seacon Stadion - De Koel - is sinds 1972 de thuishaven van Venlose voetbalclub VVV-Venlo. Het stadion is gelegen nabij het voormalige stadion De Kraal in een voormalige afgraving (koel is Venloos dialect voor kuil) aan de Kaldenkerkerweg in Venlo. Het stadion wist ooit 24.500 toeschouwers te herbergen tijdens de wedstrijd FC VVV – AFC Ajax in 1977. Toen het Nederlands competitievoetbal eind jaren '80 een dip in publieke belangstelling meemaakte wist De Koel de toeschouwersaantallen op peil te houden. Na PSV, Feyenoord en AFC Ajax haalde VVV de hoogste toeschouwersaantallen van de toenmalige Eredivisie.
De Koel werd in 2003 grondig verbouwd en heette na 2004 Seacon Stadion - De Koel -, naar de toenmalige hoofd- en shirtsponsor van de club. Na 14 jaar vond de club een andere sponsor als naamgever en op 14 januari 2019 werd de naam gewijzigd in Covebo Stadion - De Koel -. Met ingang van 1 juli 2025 is Seacon teruggekeerd als stadionnaamgever.
Niet alleen de ligging is befaamd, ook de lange trap waarlangs de spelers vanuit de kleedkamers naar het speelveld afdalen is roemrucht. Deze trap was in 2009 onderwerp van een door het VPRO-programma Holland Sport vervaardigde mini-documentaire. De Koel is een van de laatste stadions die nog staanplaatsen en open tribunes kent. Voor seizoen 2007/08 werd het stadion grondig gerenoveerd om het klaar voor de Eredivisie te maken. Door de verbouwingen is de capaciteit in de loop der jaren flink ingeperkt tot zo'n 8.000 plaatsen.
In het seizoen 2012/13 verkeerde de grasmat van De Koel, in 2009 nog verkozen tot het beste veld van de Eerste divisie. in zeer slechte staat. Zo slecht zelfs dat het als laatste eindigde in de VVCS Veldencompetitie, een door de achttien aanvoerders van de Eredivisieclubs samengesteld klassement. VVV koos er vervolgens voor om de grasmat te vervangen door een kunstgrasmat. Op 30 juli 2013 werd bekendgemaakt dat dit kunstgrasveld was goedgekeurd en voldeed aan de eisen van de KNVB en UEFA. Op 9 augustus 2013 speelde VVV de eerste competitiewedstrijd op dit veld tegen Willem II (2-0 winst).

## Plannen voor een nieuw stadion
VVV-Venlo overwoog om een nieuw stadion op een andere locatie te bouwen. Lange tijd was hiervoor het voormalige kazerneterrein in het stadsdeel Blerick in beeld. Begin december 2013 werd hierdoor een streep gezet, nadat duidelijk werd dat het herziene bestemmingsplan voetbal alleen in de avonduren mogelijk zou maken. Toenmalig VVV-voorzitter Hai Berden was daar niet van gecharmeerd. VVV zal daarom de komende jaren De Koel gaan verbeteren.
In juni 2017 ontvouwde VVV plannen om op de locatie van De Koel een nieuw stadion te gaan bouwen. De geraamde kosten van 12,5 miljoen euro zouden door het bedrijfsleven geïnvesteerd moeten worden. Een half jaar later kwam VVV tot een akkoord met de gemeente Venlo, eigenaar van grond en gebouwen rond het stadion, over de aankoopprijs van 545.000 euro. Als nieuwe grondeigenaar gaat de club aan de slag met de gewenste verbouwing van het stadion. Na zijn afscheid als clubvoorzitter werd Hai Berden benoemd tot 'bouwpastoor' en maakte VVV op 29 juni 2018 bekend dat de Oosttribune in De Koel naar hem wordt vernoemd en voortaan dus door het leven zal gaan als Hai Berden-tribune.
In juni 2018 is VVV gestart met fase 1 van de verbouwing die in totaal zes miljoen euro moest gaan kosten. Daarbij worden enkele faciliteiten (zoals parkeerterrein, toiletten, horeca, nieuw dak Zuidtribune) verbeterd en is aan het einde van het jaar begonnen met de bouw van een nieuwe entree, waarin de ticketing, de fanshop, een museum en meer werkplekken voor administratief personeel worden ondergebracht. Na afloop van seizoen 2018/19 zou de Oosttribune opnieuw worden opgebouwd met 800 extra zitplaatsen en voorzien van een fancafé. Na deze eerste fase vindt de verbouwing plaats in de vorm van een meerjarenproject dat uiterlijk binnen 15 jaar gerealiseerd moet zijn. Het uiteindelijke doel is een compact stadion met dichte hoeken en een capaciteit van uiteindelijk 12.000 overdekte plaatsen. In mei 2019 bleek dat een deel van de plannen moest worden uitgesteld, waaronder de verbouwing van de Oosttribune. Belangrijkste reden was dat de financiering nog niet rond is.
In mei 2020 nam VVV na zeven jaar afscheid van het kunstgrasveld. Vanaf seizoen 2020/21 ligt er weer echt gras in De Koel. Na anderhalf jaar verkeerde de grasmat in zo'n erbarmelijke staat, dat de club in februari 2022 besloot om alweer een nieuwe grasmat te leggen. In het voorjaar van 2021 liet directeur Marco Bogers doorschemeren wederom de haalbaarheid van een nieuw stadion elders te gaan onderzoeken.
Op 19 maart 2022 werd het 50-jarig bestaan van De Koel gevierd. Ter gelegenheid hiervan werd onder andere een expositie geopend in de businessruimte en een documentaire uitgebracht die werd uitgezonden door regionale omroep L1 in de reeks Limburg Doc. Voor een uitverkocht stadion speelde VVV in een speciaal jubileumshirt de thuiswedstrijd tegen koploper FC Emmen (0-2 nederlaag).

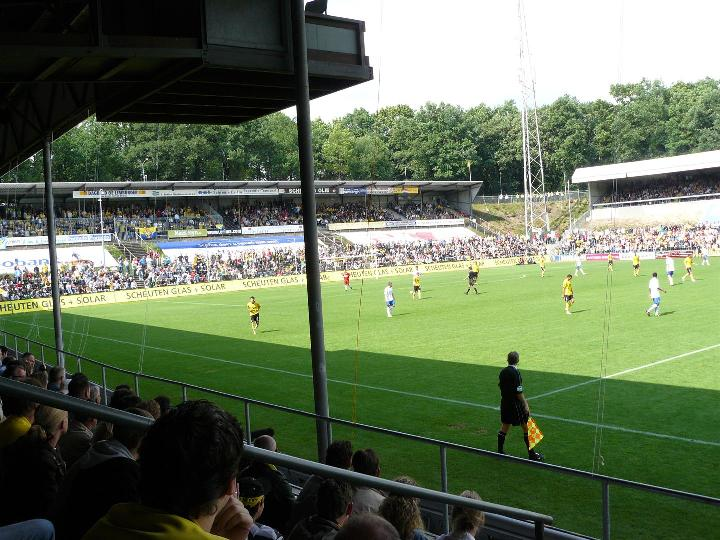
Zicht op de oude Maastribune waar tot in de jaren '90 de meest fanatieke aanhang stond.
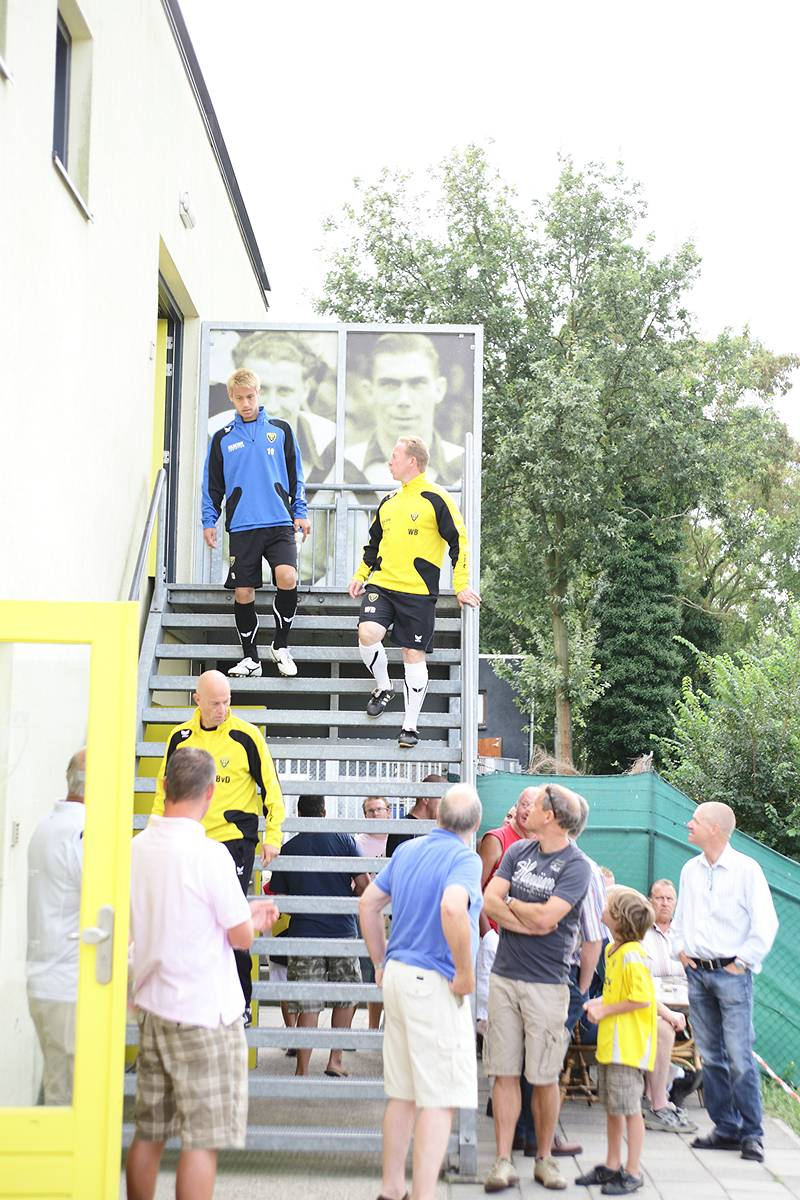
Spelers maken zich op voor een training in - toen nog - Seacon Stadion - De Koel -.